# Bunsen Is a Beast
Bunsen Is a Beast (O Bicho Bunsen (título em Portugal) ou Bunsen é uma Fera (título no Brasil)) é uma série de animação estadunidense criada por Butch Hartman para Nickelodeon. Ele gira em torno de um monstro azul chamado Bunsen, que começa a frequentar uma escola secundária que anteriormente já havia admitido humanos. Apesar do preconceito contra os animais, Bunsen faz amizade com um menino humano chamado Mikey Monroe e sua companheira Darcy. Juntos, Bunsen e seus amigos tentam navegar pela vida escolar, enquanto superam uma aluna chamada Amanda, que quer se livrar do Bunsen da sociedade humana.
A série é baseado em um desenho de um monstro e um menino que Hartman criou em 2009. Ele originalmente considerou escrever um livro ilustrado com os personagens, mas decidiu não avançar com a ideia até que um executivo da Nickelodeon visse o desenho e encorajou-o a desenvolver o conceito em um programa de televisão. Os temas proeminentes destacados na série incluem os aspectos positivos da integração social e a celebração de diferentes culturas.
A primeira temporada é composta por vinte e seis episódios, foi anunciada por Nickelodeon em dezembro de 2015. A série teve uma pré estreia em 16 de janeiro de 2017, e estreou em 21 de fevereiro de 2017. A partir de outubro de 2017, a série foi cancelada devido à baixa audiência. Os episódios restantes estão sendo exibidos no Nicktoons em 18 de dezembro de 2017.
No Brasil a série começou a ser exibida em 3 de julho de 2017 na Nickelodeon.

## Personagens
Bunsen- É o personagem principal. Ele é um monstro azul que veio do mundo das feras para o mundo humano. Seu melhor amigo humano é Mikey Monroe (pronuncia-se "Maiquei Manrou"), que protege Bunsen das travessuras de Amanda. Bunsen é do bem, porém, por ser uma fera, ele é várias vezes muito assustador, até mesmo para quem assiste o desenho.
Mikey Monroe- É o melhor amigo e guia humano de Bunsen, que o ajuda a viver a vida em Muckledunk. Ele assiste a aula da Srta. Flap junto com Amanda e lida com os problemas que surgem entre eles.
Amanda Killman- É a principal antagonista do desenho. É bastante cruel. Ela faz de tudo para se livrar do Bunsen ou para ele se dar mal e para ele voltar para o mundo das feras. Ela também odeia Mikey (mesmo que algumas vezes ela mostra ser apaixonada por ele). Amanda tem uma ajudante chamada Beverly. É bastante rica.
Senhorita Flap- É a professora do Bunsen, Mikey, Amanda e Sophie. Mesmo sendo professora, ela não é muito inteligente e é muito avoada.
Darcy- É amiga do Bunsen e do Mikey. Ela é um pouco sem-noção. Ela estuda em casa.
Sophie Sanders- Menina por quem Mikey é apaixonado.

## Dublagem
Estúdio: Dublavídeo 
Direção de Dublagem: Ronaldo Arthic
Tradução: Heloiza Toledo Barbosa
- Bunsen: Douglas Guedes
- Mikey Munroe: Robson Kumode
- Amanda: Leticia Borboletto
- Senhorita Flap: Adna Cruz
- Darcy: Michelle Giudice
- Comandante Cone: César Marchetti
- General Lance: Antonio Moreno

Participação especial
- Timmy Turner: Luiz Sérgio Vieira
- Wanda: Nair Amorim
- Cosmo: Guilherme Briggs
- Sr. Crocker: Alexandre Moreno
- Sr. Turner: Luiz Carlos Persy
- Sra. Turner: Élida L'Astorina
- Vozes adicionais: Affonso Anajones, Andressa Andreatto, Bianca Alencar ,Cassia Bisceglia, Cassius Romero, César Marchetti, Cleber Martins, Flora Paulita, Gilmar Lourenço, Glauco Marques, Henrique Reis, Lene Bastos, Mariana Zink, Renan Golçalves, Rick dos Anjos, Rodrigo Araújo, Rosane Corrêa, Rosely Gonçalves, Selma Campanile, Sergio Marques, Vanderlan Mendes, Yuri Chesman. entre outros

## Episódios
| Temporada | Temporada | Episódios | Exibição original     | Exibição original       | Exibição no Brasil | Exibição no Brasil     |
| Temporada | Temporada | Episódios | Estreia               | Final                   | Estreia            | Final                  |
| --------- | --------- | --------- | --------------------- | ----------------------- | ------------------ | ---------------------- |
|           | Piloto    | 1         | 17 de março de 2016   | 17 de março de 2016     | TBA                | TBA                    |
|           | 1         | 26        | 16 de janeiro de 2017 | 10 de fevereiro de 2018 | 3 de julho de 2017 | 14 de dezembro de 2018 |